# 三村三平
三村三平（1870—？）為日本明治大正時代之台灣日治時期官員，於1915年奉令接替枝德二擔任日治台灣台中廳長。管轄今臺中市部分區域（不包括和平區）與彰化縣。